# NGC 1428
NGC 1428 (również PGC 13611) – galaktyka eliptyczna (E/SB0), znajdująca się w gwiazdozbiorze Pieca. Została odkryta 19 stycznia 1865 roku przez Johanna Schmidta. Galaktyka ta należy do gromady w Piecu.